# Lomographa prosticta
Lomographa prosticta är en fjärilsart som beskrevs av Louis Beethoven Prout 1929. Lomographa prosticta ingår i släktet Lomographa och familjen mätare. Inga underarter finns listade i Catalogue of Life.